# Oktwin
Oktwin är en kommun i Myanmar.   Den ligger i regionen Bagoregionen, i den centrala delen av landet, 110 km söder om huvudstaden Naypyidaw. Antalet invånare är 160 529.